# Mammillaria morganiana
Mammillaria morganiana är en kaktusväxtart som beskrevs av Tiegel. Mammillaria morganiana ingår i släktet Mammillaria och familjen kaktusväxter. Inga underarter finns listade i Catalogue of Life.